# Els nois de la companyia C
Els nois de la companyia C (títol original: The Boys in Company C) és una pel·lícula de hong Kong de Sidney J. Furie estrenada el 1978. Ha estat doblada al català.

## Argument
Durant la guerra del Vietnam el 1967, una unitat dels Marines s'enfronta a un equip local de futbol.

## Repartiment
- Stan Shaw: sergent Tyrone Washington
- Andrew Stevens: Billy Ray Pike
- James Canning: Alvin Foster
- Michael Lembeck: Vinnie Fazio
- Craig Wasson: Dave Bisbee
- Scott Hylands: Capità Collins
- James Whitmore Jr.: Tinent Archer
- Noble Willingham: Sergent Curry